# فانيسا ويليامز
فانيسا لين وليامز (بالإنجليزية: Vanessa Williams)‏، ولدت في (18 مارس 1963)، في ميللوود، نيويورك، الولايات المتحدة الأمريكية، وهي مغنية وممثلة وكاتبة أمريكية. في عام 1983، أصبحت أول امرأة من أصل أمريكيون أفارقة لتتوج ملكة جمال أمريكا، ولكن فضيحة تسبب لها للتخلي عن لقبها في وقت مبكر. انتعشت وليامز من خلال شن مهنة وأعمال الترفيه والتسلية، وكسب جائزة غرامي، إيمي، وترشيحات جائزة توني.

## الحياة الشخصية
وليامز والكنيسة الرومانية الكاثوليكية. وقالت إنها قد تزوجت مرتين. وكان زواجها الأول، ومدير أعمالها، ثم رامون هيرفي الثاني، 1987-1997. لديهم ثلاثة أطفال، ولد في عام 1987، 1989، 1993.
وكان زواجها الثاني إلى الرابطة الوطنية لكرة السلة لاعب سابق ريك فوكس. وتزوجا في أيلول / سبتمبر 1999 ولها ابنة ولدت في مايو عام 2000. بعد وناشيونال انكوايرر نشرت صورا لتقبيل فوكس وتعانق امرأة أخرى في منتصف عام 2004، أعلن ممثل فوكس أن الزوجين قد «فوكس تتجه نحو الطلاق» لأكثر من سنة. وبعد بضعة أشهر في آب / أغسطس 2004، قدم ل الطلاق. وليامز حاليا واحد ويقيم في ميلانين، نيويورك. وهما لا تزال ودية وعملت جنبا إلى جنب مع فوكس وليامز خلال الموسم الثاني من بيتي القبيحة.
وخلال مقابلة مع باربرا والترز التي بثت يوم 24 فبراير 2008، لم يسمح لهم بالدخول فقط وليامز لاستخدام بوتوكس لكنه دعا أيضا "عقار معجزة، لا قطع، لا شيء، وأحبه، ولكن أريد أيضا أن فعل ذلك أنا لا' ر نفعل ذلك لتجميد وجهي.

## فيلموغرافيه

### الأفلام
- 1991 : هارلي ديفيدسون، ورجل مارلبورو (هارلي ديفيدسون، ورجل مارلبورو)
- 1991 : وأخرى لي (آخر أنت)
- 1992 : كاندي مان
- 1996 : ممحاة
- 1997 : غذاء الروح
- 1997 : أوديسا
- 1997 : هارلم
- 1998 : رياضة المستقبل
- 1998 : الرقص معي
- 1999 : مغامرات إلمو في غروملاند
- 1999 : أنه حتى الخفيفة
- 2000 : رمح - أي أسئلة أخرى؟
- 2004 : جونسون السفر الأسرة
- 2008 : هو صغير جدا بالنسبة لك!
- 2009 : هانا مونتانا ذا موفي
- 2013: إغواء: إعترافات إستشارية زواج

### المسلسلات
- 2003 : المدينة المزدهرة
- 2006 : الشاطئ الجنوبي
- 2006-2010 : بيتي القبيحة
- 2004-2012: ربات بيوت بائسات

## ديسكغرفي

### الألبومات
- 1988 : الحق في الأشياء
- 1991 : منطقة الراحة
- 1994 : أحلى أيام
- 1996 : النجم الساطع
- 1997 : التالي
- 2004 : فضة والذهب
- 2005 : حب أبدي
- 2009 : الشيء الحقيقي

### فردي
- 1988 : الحق في الأشياء
- 1988 : لديه نظرة
- 1988 : حبيبتي 'أنا
- 1991 : أفضل لانقاذ الماضي
- 1991 : فقط لهذه الليلة
- 1991 : تشغيل بالرد عليك
- 1992 : الجري يعود لكم
- 1993 : الحب هو
- 1994 : أحلى أيام
- 1994 : إن الطريقة التي تحب
- 1994 : ارتفاع الأرض
- 1995 : ألوان الريح
- 1998 : السعادة
- 1998 : من هم كنت نوبة ثينكين '
- 1998 : آه كم مر السنين
- 1998 : إلى أين نذهب من هنا؟
- 1998 : أنت بيتي